# Clubiona langei
Clubiona langei är en spindelart som beskrevs av Mikhailov 1991. Clubiona langei ingår i släktet Clubiona och familjen säckspindlar. Inga underarter finns listade i Catalogue of Life.